# Campionato austriaco di calcio a 5 2009-2010
La Futsal Bundesliga 2009-2010, denominata Murexin Futsal Bundesliga per ragioni di sponsorizzazione, è stata l'ottava edizione del Campionato austriaco di calcio a 5. È iniziata il 14 novembre 2009 e si è conclusa il 31 gennaio 2010. La formula della competizione è variata rispetto all'edizione precedente, con il ritorno al girone unico senza play-off. Il torneo è stato vinto per la seconda volta dalla Stella Rossa Vienna.

## Classifica
| Pos. | Squadra             | Pt | G  | V  | N | P  | GF | GS  | DR  |
| ---- | ------------------- | -- | -- | -- | - | -- | -- | --- | --- |
| 1.   | Stella Rossa Vienna | 37 | 14 | 12 | 1 | 1  | 92 | 20  | +72 |
| 2.   | Allstars W.N.       | 35 | 14 | 11 | 2 | 1  | 85 | 33  | +52 |
| 3.   | Polonia Vienna      | 27 | 14 | 9  | 0 | 5  | 57 | 57  | 0   |
| 4.   | Graz                | 21 | 14 | 7  | 0 | 7  | 86 | 53  | +33 |
| 5.   | Innsbruck           | 19 | 14 | 6  | 1 | 7  | 53 | 60  | -7  |
| 6.   | Vienna CFI          | 14 | 14 | 4  | 2 | 8  | 66 | 71  | -5  |
| 7.   | SV Fohnsdorf        | 7  | 14 | 2  | 1 | 11 | 33 | 91  | -58 |
| 8.   | Saalfelden          | 4  | 14 | 1  | 1 | 12 | 32 | 119 | -87 |